# Fredrik Persson (fotbollsspelare)
Fredrik Fritz Persson, född 20 februari 1983, är en svensk före detta fotbollsmålvakt som under största delen av sin karriär spelade för Trelleborgs FF.
Persson kom till Trelleborgs FF som 17-åring år 2000 från Staffanstorps GIF. I september 2004 lånades Persson ut till Malmö FF. I mars 2005 lånades han ut till norska Kongsvinger IL.
Utöver utlåningarna spelade Persson hela sin seniorkarriär för Trelleborgs FF. Han spelade sammanlagt 312 A-lagsmatcher för klubben. Efter säsongen 2017 valde Persson att avsluta sin fotbollskarriär. Inför säsongen 2020 blev Persson klar för en comeback som tränare i IFK Trelleborg. Inför säsongen 2025 blev Persson klar för en comeback som tränare i Österlen FF.

## Karriärstatistik
| Klubb                                                     | Säsong            | Inhemsk liga      | Inhemsk liga | Inhemsk liga | Nat. täv. | Nat. täv. | Internat. täv. | Internat. täv. | Totalt | Totalt |
| Klubb                                                     | Säsong            | Serie             | SM           | Mål          | SM        | Mål       | SM             | Mål            | SM     | Mål    |
| --------------------------------------------------------- | ----------------- | ----------------- | ------------ | ------------ | --------- | --------- | -------------- | -------------- | ------ | ------ |
| Trelleborgs FF                                            | 2001              | Allsvenskan       | 2            | 0            | 0         | 0         | 0              | 0              | 2      | 0      |
| Trelleborgs FF                                            | 2002              | Superettan        | 8            | 0            | 0         | 0         | 0              | 0              | 8      | 0      |
| Trelleborgs FF                                            | 2003              | Superettan        | 29           | 0            | 0         | 0         | 0              | 0              | 29     | 0      |
| Trelleborgs FF                                            | 2004              | Allsvenskan       | 21           | 0            | 0         | 0         | 0              | 0              | 21     | 0      |
| Trelleborgs FF                                            | 2006              | Superettan        | 29           | 0            | 0         | 0         | 0              | 0              | 29     | 0      |
| Trelleborgs FF                                            | 2007              | Allsvenskan       | 5            | 0            | 0         | 0         | 0              | 0              | 5      | 0      |
| Trelleborgs FF                                            | 2008              | Allsvenskan       | 3            | 0            | 0         | 0         | 0              | 0              | 3      | 0      |
| Trelleborgs FF                                            | 2009              | Allsvenskan       | 1            | 0            | 1         | 0         | 0              | 0              | 2      | 0      |
| Trelleborgs FF                                            | 2010              | Allsvenskan       | 8            | 0            | 0         | 0         | 0              | 0              | 8      | 0      |
| Trelleborgs FF                                            | 2011              | Allsvenskan       | 2            | 0            | 1         | 0         | 0              | 0              | 3      | 0      |
| Trelleborgs FF                                            | 2012              | Superettan        | 11           | 0            | 1         | 0         | 0              | 0              | 12     | 0      |
| Trelleborgs FF                                            | 2013              | Division 1 Södra  | 26           | 0            | 0         | 0         | 0              | 0              | 26     | 0      |
| Trelleborgs FF                                            | 2014              | Division 1 Södra  | 25           | 0            | 0         | 0         | 0              | 0              | 25     | 0      |
| Trelleborgs FF                                            | 2015              | Division 1 Södra  | 24           | 0            | 0         | 0         | 0              | 0              | 24     | 0      |
| Trelleborgs FF                                            | 2016              | Superettan        | 26           | 0            | 0         | 0         | 0              | 0              | 26     | 0      |
| Trelleborgs FF                                            | 2017              | Superettan        | 0            | 0            | 0         | 0         | 0              | 0              | 0      | 0      |
| Trelleborgs FF                                            | Totalt i klubblag | Totalt i klubblag | 220          | 0            | 3         | 0         | 0              | 0              | 223    | 0      |
| Kongsvinger IL (lån)                                      | 2005              | Adeccoligaen      | 26           | 0            | 0         | 0         | 0              | 0              | 26     | 0      |
| Kongsvinger IL (lån)                                      | Totalt i klubblag | Totalt i klubblag | 26           | 0            | 0         | 0         | 0              | 0              | 26     | 0      |
| Antal matcher och mål är korrekt per den 28 januari 2018. |                   |                   |              |              |           |           |                |                |        |        |